# Richard Hall (homme politique)
Pour les articles homonymes, voir Richard Hall et Hall.
Richard Hall (30 avril 1855-29 mars 1918) est un homme politique canadien de la Colombie-Britannique. Il est député provincial indépendant de la circonscription britanno-colombienne de Victoria City de 1898 à 1903 et libéral de 1903 à 1907.

## Biographie
Né à San Francisco en Californie de parents provenant du Lancashire en Angleterre, Hall étudie à Victoria. Il travaille pendant quelque temps dans le commerce de marchandises sèches, ainsi que comme agent à bord d'un bateau à vapeur. Hall entre dans le commerce du charbon en 1882 et par la suite devient président de la Victoria Sealing Company.
Hall meurt à Victoria en mars 1918 à l'âge de 62 ans.